# 건 러너스
《건 러너스》(영어: The Gun Runners)는 미국에서 제작된 돈 시겔 감독의 1958년 드라마, 범죄, 스릴러 영화이다. 오디 머피 등이 주연으로 출연하였고 클라렌스 그린 등이 제작에 참여하였다. 어니스트 헤밍웨이의 소설 《가진 자와 못 가진자》를 원작으로 한다.

## 출연

### 주연
- 오디 머피
- 에버렛 슬로언

### 조연
- 에디 알버트
- 패트리샤 오웬스
- 기타 홀
- 카를로스 로미로

## 제작진
- 원작자: 어니스트 헤밍웨이
- 미술: 하워드 리치몬드
- 세트: 다렐 실베라